# Lawe Kesumpat
Lawe Kesumpat is een bestuurslaag in het regentschap Aceh Tenggara van de provincie Atjeh, Indonesië. Lawe Kesumpat telt 472 inwoners (volkstelling 2010).